# التلفزة في سورية
تأسس التلفزيون في سوريا وأطلق قناته الأولى لأوّل مرّة في 23 يوليو/تموز عام 1960 بالتزامن مع تأسيس التليفزيون المصري أثناء الوحدة بين دولتي سوريا ومصر لتكوين ما كان يُعرف باسم الجمهورية العربية المتحدة. ظلّت قناة التليفزيون السوري الوحيدة آنذاك تبث باللونين الأبيض والأسود فقط حتى عام 1976. وفي عام 1985 أنشئت قناة تليفزيونيّة ثانية في سوريا، وفي عام 1995 استأجر التلفزيون السوري قناة على القمر الصناعي السعودي عرب سات التي بدأت البث عبر القمر الصناعي في عام 1996 وكانت تبث على مدار ثماني ساعات يوميا. لا تزال مُعظم القنوات التليفزيونيّة السورية في الوقت الحالي مملوكة للدولة وخاضعة لهيمنة التلفزيون العربي السوري، وهيئة الإذاعة والتليفزيون السورية التابعة لوزارة الإعلام السورية. يعمل الآن بهيئة البث الإذاعي السورية قرابة 4800 موظف بعضهم من موظفي الحكومة والبعض الآخر من العاملين لحسابهم الخاص.

## خلال سنوات الحرب الأهلية
انخرطت الدولة السورية منذ بداية الحرب الأهلية السورية في عام 2011 في حرب إعلامية لمكافحة الانتقادات التي تبثها وسائل الإعلام الشعبية الأخرى في العالم العربي وعلى المستوى الدولي، مثل قناة العربية السعودية وقناة الجزيرة القطرية. كان لا بد من تقديم تغطيات تلفزيونية سورية حكومية في مواجهة القنوات والمنصات الإعلامية التي تُقدم تغطيات مؤيّدة لميليشيات وحركات المتمردين في سوريا مثل جبهة النصرة والجيش السوري الحر والجبهة الإسلامية. اعتبر بعض المُحللين تلك التغطيات التي تُقدّمها قنوات التليفزيون السوري التابعة لهيمنة وزارة الإعلام السورية غير مُحايدة خلال سنوات الحرب الأهلية في سوريا، وبحسب ما ذكرته شبكة بي بي سي العربية، فإن هذه التغطيات كانت تميل أيضاً إلى إغفال التقارير التي تتحدث عن وقوع خسائر في صفوف المدنيين أو التقليل من أهميتها في تغطيتها للمواجهات مع الجماعات المسلحة وميليشيات المُتمردين.
في يونيو/حزيران عام 2012 طلبت جامعة الدول العربية رسميًا من مشغلي الأقمار الصناعية عربسات ونايل سات التوقّف عن بثّ القنوات التليفزيونية ووسائل الإعلام السورية. وفي 27 أبريل/نيسان 2013، أعلنت شبكة الجزيرة الإعلامية أنها ستعلق أنشطتها إلى أجل غير مسمى في جميع أنحاء سوريا بسبب التخويف والتهديدات الأمنية المزعومة حيال موظفيها.

## قائمة القنوات التليفزيونية في سوريا

### القنوات الأرضية
| رقم | القناة         | البث        | تاريخ التأسيس        | المالك                           | التخصص                                                         | ملاحظات                                               |
| --- | -------------- | ----------- | -------------------- | -------------------------------- | -------------------------------------------------------------- | ----------------------------------------------------- |
| 1   | القناة الأولى  | فضائي وأرضي | 23 يوليو/حزيران 1960 | هيئة الإذاعة والتليفزيون السورية | عامة                                                           | تبث باللغة العربية                                    |
| 2   | القناة الثانية | فضائي وأرضي | 13 آذار/مارس 1985    | هيئة الإذاعة والتليفزيون السورية | تركز على الرياضة والأسرة والصحة بما في ذلك المتغيرات الإقليمية | كانت تبث باللغة العربية حتى توقفت عن البث في عام 2012 |

### القنوات الإقليمية
| رقم | القناة            | البث  | سنة التأسيس | المالك    | التخصص                                      | ملاحظات            |
| --- | ----------------- | ----- | ----------- | --------- | ------------------------------------------- | ------------------ |
| 1   | تلفزيون روج آفا   | فضائي |             |           | تركز على القضايا التي تتعلق بالمجتمع الكردي | تبث باللغة الكردية |
| 2   | قناة روناهي تي في | فضائي | 2012        |           | تركز على القضايا التي تتعلق بالمجتمع الكردي | تبث باللغة الكردية |
| 3   | تلفزيون منبج      | فضائي |             | قناة خاصة | عامة                                        | تبث باللغة الكردية |
| 4   | نسور تي في        | فضائي |             | قناة خاصة | عامة                                        |                    |
| 5   | قناة سوريا بلدنا  | فضائي |             | قناة خاصة |                                             | تبث باللغة العربية |

### القنوات الفضائية
| رقم | القناة                    | البث  | سنة التأسيس                | المالك                           | التخصص         | ملاحظات                                               |
| --- | ------------------------- | ----- | -------------------------- | -------------------------------- | -------------- | ----------------------------------------------------- |
| 1   | تلفزيون الدنيا            | فضائي | 2007                       | رامي مخلوف                       | عامة           | تبث باللغة العربية                                    |
| 2   | قناة الرأي                | فضائي | 2011                       | مشعان الجبوري                    | عامة           | تبث باللغة العربية                                    |
| 3   | قناة شام                  | فضائي | 2005                       | محمد أكرم الجندي                 | إخبارية متنوعة | كانت تبث باللغة العربية وتوقف البث في عام 2006        |
| 4   | قناة لانا                 | فضائي |                            | قناة خاصة                        |                | تبث باللغة العربية                                    |
| 5   | قناة لانا بلس             | فضائي |                            | قناة خاصة                        |                | تبث باللغة العربية                                    |
| 7   | قناة الخبر                | فضائي |                            | قناة خاصة                        | إخبارية        | تبث باللغة العربية                                    |
| 8   | قناة مسايا                | فضائي |                            | قناة خاصة                        | اجتماعية       | تبث باللغة العربية                                    |
| 9   | قناة سما                  | فضائي | 24 يناير/كانون الثاني 2013 | قناة خاصة                        | عامة           | تبث باللغة العربية                                    |
| 10  | قناة نور الشام            | فضائي | 2011                       | هيئة الإذاعة والتليفزيون السورية | دينية          | تبث باللغة العربية                                    |
| 11  | الفضائية التربوية السورية | فضائي | 14 أكتوبر/تشرين الأول 2008 | وزارة التربية السورية            | تربوية         | تبث باللغة العربية                                    |
| 12  | قناة تلاقي                | فضائي | 2012                       | هيئة الإذاعة والتليفزيون السورية | عامة           | كانت تبث باللغة العربية حتى توقفت عن البث في عام 2016 |
| 13  | القناة الفضائية السورية   | فضائي | 1995                       | هيئة الإذاعة والتليفزيون السورية | عامة           | تبث باللغة العربية                                    |
| 14  | قناة سوريا دراما          | فضائي | 1 يناير/كانون الثاني 2009  | هيئة الإذاعة والتليفزيون السورية | الدراما        | تبث باللغة العربية                                    |
| 15  | قناة الإخبارية السورية    | فضائي | 15 ديسمبر/كانون الأول 2010 | هيئة الإذاعة والتليفزيون السورية | إخبارية        | تبث باللغة العربية                                    |
| 16  | قناة سبيستون              | فضائي | 15 مارس 2000               | قناة خاصة                        | أطفال          | تبث باللغة العربية                                    |

## قائمة القنوات التابعة للمعارضة السورية
| رقم | القناة              | البث  | سنة التأسيس      | المالك         | التخصص         | ملاحظات                                                                                          |
| --- | ------------------- | ----- | ---------------- | -------------- | -------------- | ------------------------------------------------------------------------------------------------ |
| 1   | قناة أورينت نيوز    | فضائي | 2008             | محمد غسان عبود | إخبارية متنوعة | تبث باللغة العربية ويقع مقرها في العاصمة التركية اسطنبول                                         |
| 2   | قناة حلب اليوم      | فضائي | 2011             | قناة خاصة      | إخبارية        | تبث باللغة العربية                                                                               |
| 3   | قناة تليفزيون سوريا | فضائي | 3 مارس/أذار 2018 | قناة خاصة      | إخبارية متنوعة | تبث باللغة العربية ويقع مقرها في العاصمة التركية اسطنبول                                         |
| 4   | قناة سوريا الشعب    | فضائي | يوليو/تموز 2011  | قناة خاصة      | إخبارية        | تبث باللغة العربية                                                                               |
| 5   | قناة سوريا الغد     | فضائي | 2011             | قناة خاصة      | إخبارية        | كانت تبث باللغة العربيةوكان مقرها يقع في العاصمة الفرنسية باريس ولكنها توقفت عن البث في عام 2022 |
| 7   | قناة الجسر          | فضائي |                  | قناة خاصة      | إخبارية        | تبث باللغة العربية                                                                               |